# بخش وورگوردا
بخش وورگوردا (به سوئدی: Vårgårda kommun) یک ناحیه شهری در سوئد است که در شهرستان وسترا گوتلاند واقع شده‌است.